# Tricholepis radicans
Tricholepis radicans là một loài thực vật có hoa trong họ Cúc. Loài này được (Roxb.) DC. miêu tả khoa học đầu tiên năm 1838.